# Agave acicularis
Agave acicularis ist eine Pflanzenart aus der Gattung der Agaven (Agave).

## Beschreibung

### Vegetative Merkmale
Agave acicularis wächst mit etwas gräulichen, trüben, lanzettlichen Laubblättern, die etwa 100 Zentimeter lang und 12 Zentimeter breit sind. Der Blattrand ist leicht konkav. An ihm befinden sich 2 bis 3 Millimeter lange, kastanienbraune Randzähne, die 10 bis 15 Millimeter voneinander entfernt stehen. Unterhalb der Blattmitte stehen sie lockerer, sind größer sowie zurückgeschlagen und besitzen manchmal eine auswärts gebogene Spitze. Der graubraune, leicht glänzende, kräftig nadelige, gerade, herablaufende Enddorn weist unterhalb der Mitte eine etwas dreieckige Furche auf und ist 2,5 Zentimeter lang.

### Blütenstände und Blüten
Der Blütenstand ist „rispig“. Die 40 bis 45 Millimeter langen Blüten stehen an kaum 5 Millimeter langen Blütenstielen. Ihre Perigonblätter sind gelb. Die Zipfel sind 12 bis 15 Millimeter lang. Die offene Blütenröhre weist eine Länge von etwa 5 Millimeter auf. Der spindelförmige Fruchtknoten ist mit 25 Millimeter Länge länger als die Perigonblätter.

### Früchte
Die Früchte werden etwas birnenförmig. Sie sind leicht gestielt oder geschnäbelt.

## Systematik und Verbreitung
Agave acicularis ist in Zentral-Kuba verbreitet.
Die Erstbeschreibung durch William Trelease wurde 1913 veröffentlicht.

## Nachweise